# Banca del Botswana
La banca del Botswana è la banca centrale dello stato africano del Botswana.
La moneta ufficiale è la pula del Botswana.